# Guillaume Héris
Guillaume Héris (1657-1724) est un carme déchaux wallon, de la Principauté de Liège, promoteur régional de la dévotion à saint Joseph, sous le nom d'Hermann de Sainte-Barbe.

## Biographie

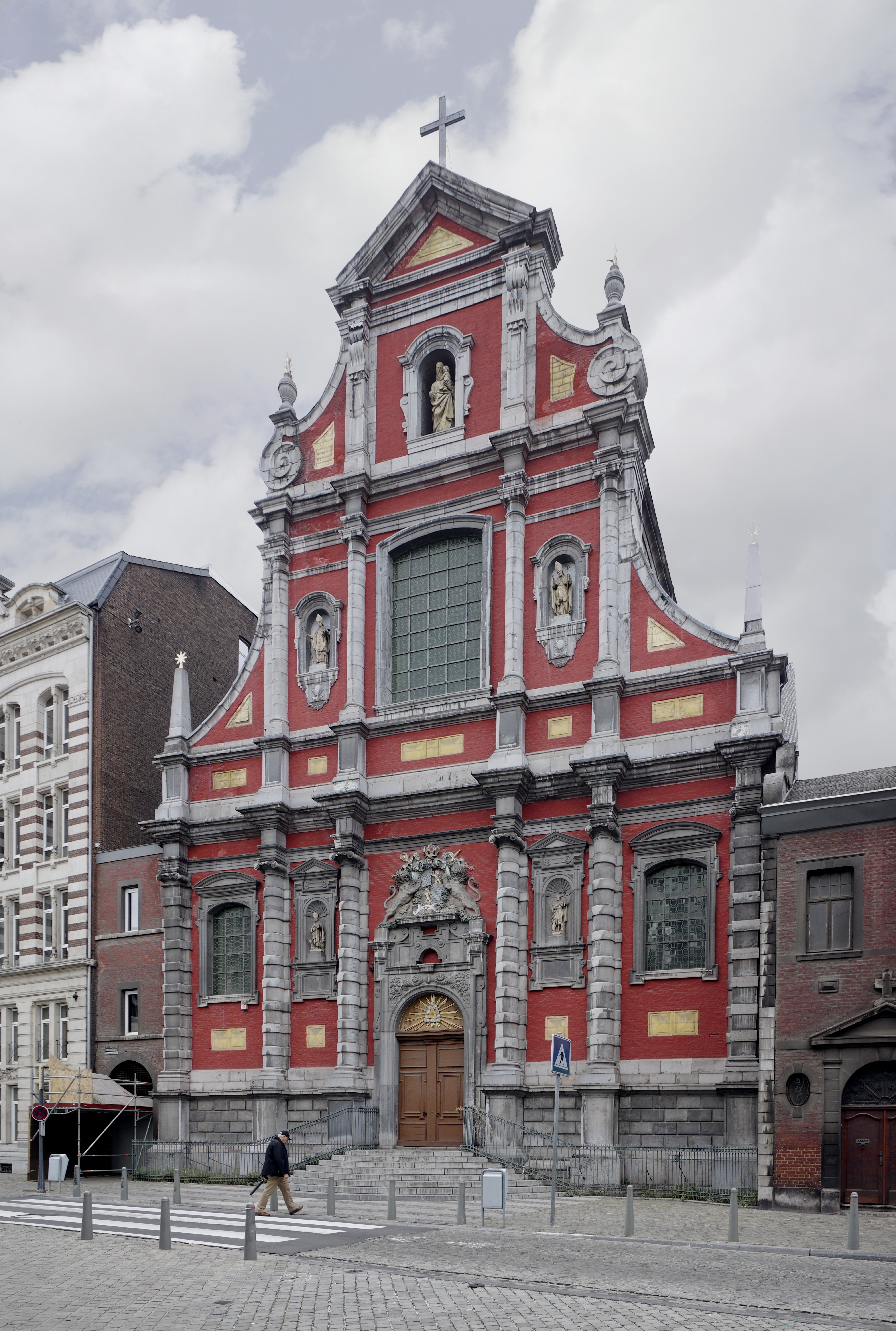
Ancienne église des carmes déchaux, à Liège.

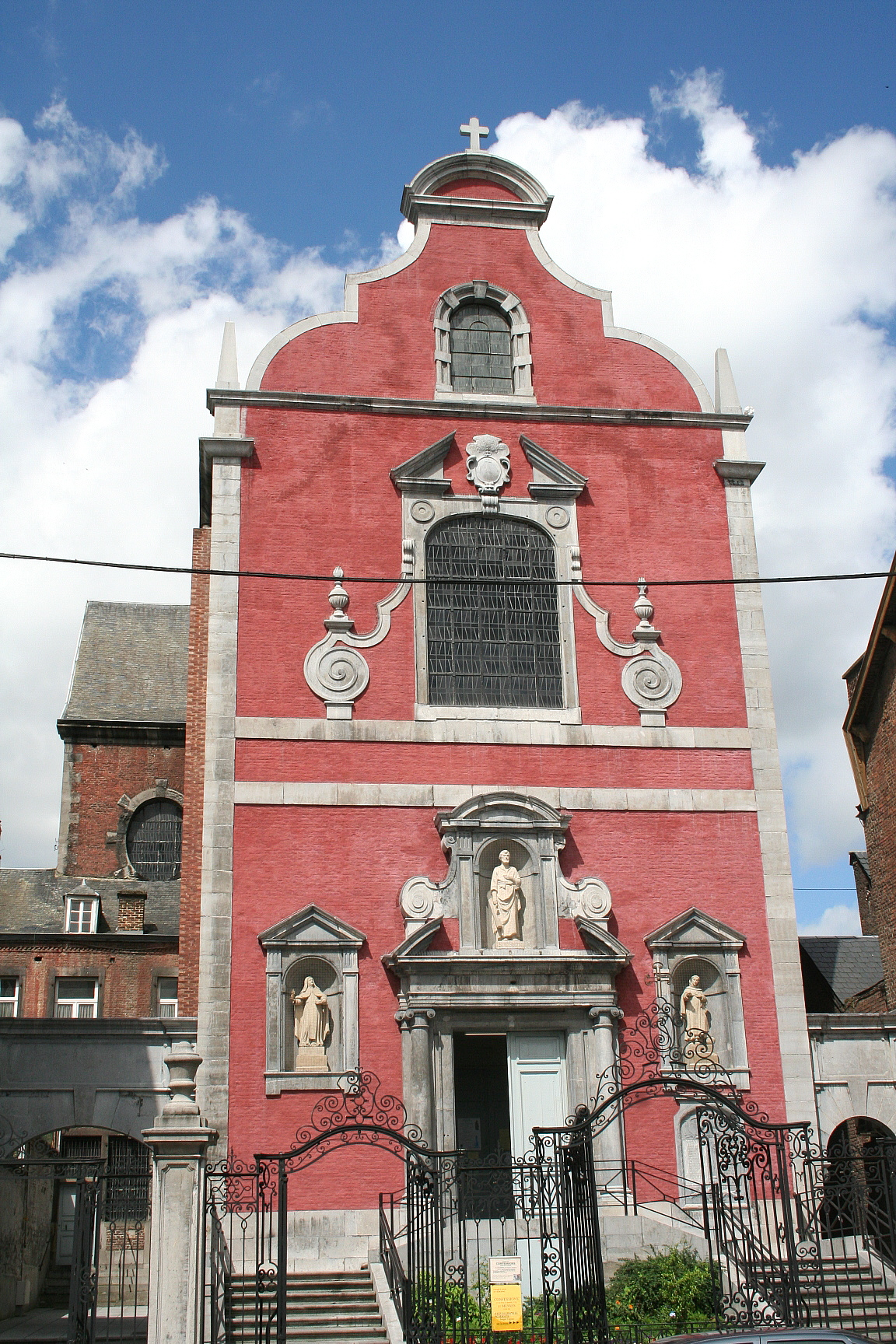
Église Saint-Joseph des carmes de Namur.

Guillaume Héris est né en 1657 à Liège et décédé en 1724 à Namur (Belgique). Il entre, en 1676, au couvent des carmes déchaussés de sa ville natale, qui faisait alors partie de la province dite wallo-belge de l'ordre, et y fait profession sous le nom d'Hermann de Sainte-Barbe. En 1687 et 1688, il publie dans sa cité natale deux volumes d'hagiographie carmélitaine rédigés en latin, le second de ceux-ci constituant une série de panégyriques composés, aux dires de l'auteur, pour son divertissement. Toujours en 1688, il fait paraître en français un manuel de dévotion à saint Joseph, lequel était vénéré en Hors-Château, dans l'église que les carmes déchaux lui avait dédiée. Trois ans plus tard, c'est en vers latins qu'il célèbre les vertus d'intercesseur de l'époux de la Vierge Marie, présenté comme le patron et le protecteur de la principauté et de la cité de Liège. De cette manière, l'auteur conjugue appartenance à la Cité ardente et tradition carmélitaine de piété, le saint charpentier de Nazareth étant considéré par Thérèse d'Avila comme un guide dans l'oraison. En 1705, il consacre d'ailleurs à la réformatrice du Carmel un travail de traduction en français de certains textes de la sainte, qu'il assortit de commentaires.

### Œuvres
- Carmelo-Parnassus in xenium oblatus, Liège, 1687.
- Carmelus triumphans seu Sacrae panegyres sanctorum carmelitarum, Liège, 1688.
- La véritable dévotion de la protection de saint Joseph, établie dans l'église de Saint-Joseph des Carmes déchaussés de Liège, Liège, 1688.
- Patrocinium potissimum d. Josephi totius imperii, civitatis ac patriae Leodiensis protectoris et patroni, Liège, 1691.
- Les méditations sur le Pater, composées par la séraphique sainte Thérèse de Jésus et augmentées de plusieurs belles considérations, Liège, 1705.

### Études
- A. De Sutter, « Hermann de Sainte-Barbe », Dictionnaire de spiritualité ascétique et mystique, Paris, Beauchesne, t. VII, 1re partie,‎ 1969, p. 300.
- Eu. de Seyn, « Héris (Guillaume) ou Herris », Dictionnaire biographique des Sciences, des Lettres et des Arts en Belgique, Bruxelles, Editions L'Avenir, t. II,‎ 1936, p. 562.